# Желєзний Віталій Петрович
Желєзний Віталій Петрович (англ. Vitaly Zhelezny) провідний український вчений, роботи якого відомі як в Україні, так і за кордоном. Сфера його наукових інтересів пов'язана з експериментальним і теоретичним вивченням теплофізичних властивостей та процесів теплообміну технічно важливих речовин та матеріалів (холодоагентів, теплоносіїв, компресорних мастил, газових конденсатів, нафти, розчинів холодоагентів у мастилах, нанофлюїдів, харчових продуктів, термоакумулюючих матеріалів та ін.). 
У створеній ним лабораторії проводяться масштабні дослідження теплофізичних властивостей робочих тіл парокомпресійних холодильних установок та процесів теплообміну у них, відпрацьовуються методики застосування нанотехнологій у холодильному обладнанні та енергетичному обладнанні з метою підвищення його енергетичної ефективності, досліджуються показники ефективності парокомпресійних холодильних установок. 
Протягом останніх 20-ти років професор Желєзний В.П. активно розвиває методологію оцінки еколого-енергетичної ефективності різних типів обладнання з метою адаптації методів енергетичного аудиту та менеджменту до вимог Монреальського та Кіотського протоколів. Професор Желєзний В.П. є засновником наукових напрямів з розвитку методів прогнозування властивостей речовин, заснованих на застосуванні принципів скейлінга, і методів розрахунку повної еквівалентної емісії парникових газів у різних галузях промисловості.

## Біографія
Желєзний Віталій Петрович народився 19 серпня 1945 року в місті Владівосток. У 1971 р. Желєзний В.П. з відзнакою закінчив теплофізичний факультет Одеського технологічного інституту холодильної промисловості та отримав розподіл на кафедру «Інженерної теплофізики». З цього часу виробнича, наукова і педагогічна діяльність Желєзного В.П. пов’язана з цією кафедрою, де він з 1971 по 1974 роки працює інженером науково дослідного сектору, молодшим науковим співробітником (1974 – 1978 роки), старшим науковим співробітником (1998-1980 роки). У 1979 р. Желєзний В.П. захистив кандидатську дисертацію, у 2002 р. – докторську дисертацію, отримав звання професора в 2004 р.
	У 1980 р. Желєзний В.П. переходить на викладацьку роботу – працює доцентом кафедри «Інженерної теплофізики» (1980 – 1998 роки), професором цієї кафедри (1998 – 2008 роки). З 2008 р. проф. Желєзний В.П. очолює кафедру «Інженерної теплофізики» (з 2013 року кафедру «Теплофізики та
прикладної екології», з 2022 року кафедру «Екоенергетики, термодинаміки та прикладної екології).
В 1971 р. закінчив Одеський технологічний інститут холодильної промисловості ім. М.В. Ломоносова (ОТІХП ) в місті Одеса (Україна) за спеціальністю «теплофізика». З 1971 р. працює в ОТІХП посідовно інженером, молодшим науковим співробітником, старшим науковим співробітником, доцентом і професором. У 1980 році захистив кандидатську дисертацію.  З 1998 р. професор кафедри  інженерної теплофізики в Одеській державній академії холоду.  В 2003 році захистив докторську дисертацію і отримав звання професора в 2004 р. З 2013 р. професор кафедри теплофізики та прикладної екології. З 2021 р. професор кафедри екоенергетики, термодинаміки та прикладної екології.

## Наукова діяльність
Був науковим керівником 3-х наукових держбюджетних тем і міжнародного проекту «Icing Mitigation Studies and Technology with Applications to Security Systems» у рамках програми НАТО «Наука для миру та безпеки» (NATO’s Science for Peace and Security Programme). На даний час є науковим керівником гранту Національного фонда досліджень України "Підвищення ефективності термоакумулювальних пристроїв для сонячної енергетики шляхом застосування нанофлюїдів та капілярно-пористих структур" №2020.02/0125.
Проф. Железний В.П. - член редакційної ради 3-х наукових журналів («Холодильна техніка і технологія», «Технічні газі», «Східно-Європейський журнал передових технологій»),  рецензент кількох зарубіжних журналів, член робочої групи «Властивості холодоагентів та теплоносіїв» наукової ради РАН, академік Міжнародної академії холоду, керівник наукової школи «Теплофізичні властивості технічно важливих речовин і наноматеріалів». 
Участь в атестації наукових працівників як офіційного опонента або члена постійної спеціалізованої вченої ради:
- Член спеціалізованої ради по захисту дисертацій Д41.087.01 (05.14.06 – Технічнична теплофізика та промислова теплоенергетика). Одеська державна академія холоду 2008 – 2012 рр.
- Член спеціалізованої ради по захисту дисертацій Д41.088.03 (05.14.06 – Технічна теплофізика та промислова теплоенергетика) Одеської національної академії харчових технологій 2013 – 2021 рр. та Одеського національного технологічного університету з 2023 р. по теперішній час.

Результати наукової діяльності проф. Желєзного В.П. опубліковано у 5 монографіях та 385 статтях у провідних наукових виданнях, з яких 65 індексуються у Skopus (h-індекс дорівнює 13 у Skopus, h-індекс - 20 у Google Scholar).

## Викладацька діяльність
Викладацька діяльність проф. Желєзного В.П. пов'язана з підготовкою фахівців спеціальностей «Теплоенергетика». Серед дисциплін, які викладав і зараз викладає проф. Желєзний В.П., слід виділити такі: «Екологія енергетики», «Експериментальна теплофізика», «Технічні засоби теплотехнічного експерименту», «Енергетичний аудит та менеджмент», «Теплотехнічні вимірювання та прилади».
Проф. Желєзним В.П. видано 5 підручників та 23  навчальних посібника. Проф. Желєзний В.П. систематично використовує технічні засоби навчання студентів, що забезпечує сучасний рівень якісного викладання профільних дисциплін, застосовує методи дистанційного навчання студентів. 
Стаж педагогічної роботи у вищих закладах освіти III-IV рівня акредитації становить 44 роки (на 2025 рік).
Під керівництвом проф. Желєзного В.П. захищено 3 докторські та
19 кандидатських дисертацій, підготовлено 4 стипендіата Кабінету Міністрів України, зараз виконуються 2 докторські дисертації та 3 кандидатські дисертації. 

## Громадська робота
Неодноразово входив до оргкомітетів міжнародних конференцій, проводить значну профорієнтаційну роботу, організував проведення науково-практичного семінару із впровадження нанотехнологій в енергетичну галузь, бере активну участь у підготовці студентських наукових робіт. Є науковим консультантом декількох українських і закордонних фірм: «Du Pont», ТОВ «Олчем», «Huntsman Corporation», ВАТ «Рефма», ВАТ «Група НОРД» та ін.

## Праці
Монографії:
- Еколого-енергетичні аспекти впровадження альтернативних холодоагентів у холодильній техніці: монографія / В. П. Желєзний, В. В. Жидков. - Донецьк: Донбас, 1996. - 144 с.
- Робочі тіла парокомпресорних холодильних машин: властивості, аналіз, застосування: монографія / В. П. Желєзний, Ю. В. Семенюк; Одеська національна академія харчових технологій, Ін-т холоду. - Одеса: Фенікс, 2012. - 420 с.
- Теплофізичні властивості розчинів холодоагентів у компресорних мастилах: монографія / В. П. Желєзний, Ю. В. Семенюк; Одеська національна академія харчових технологій. - Одеса: Фенікс, 2013. - 419 с.
- Перспективи застосування нанотехнологій у холодильній техніці: монографія. Ч. 1: Теплофізичні властивості нанофлюїдів / В. П. Желєзний, Ю. В. Семенюк, О. Я. Хлієва та ін.; за ред. В. П. Желєзний; Одеська національна академія харчових технологій. - Одеса: Фенікс, 2019. - 313 с.

## Нагороди
За особистий внесок у підготовку висококваліфікованих фахівців, розвиток та впровадження у виробництво наукових досліджень професор Желєзний В.П. неодноразово нагороджувався грамотами та іншими відзнаками:
- Внесено в бібліографічний довідник «Who is Who in Science and Engineering, 6th Edition, 2002-2003»,
- У 2005 р. включено в бібліографічну енциклопедію «Наукова еліта Одещини».
- Нагрудний знак «За досягнення в науці» Ради ректорів ВНЗ Одеського регіону. Наказ № 131-01 від 25.05.2017 ОНАХТ;
- Нагорода: знак «Відмінник освіти України», посвідчення №82472, наказ МОН №1013-1 від 25.09.2007 р.;
- У 2009 р. нагороджений знаком «Відмінник освіти України»
- Стипендія Кабінету Міністрів України за видатні заслуги у сфері вищої освіти, Розпорядження Кабінету Міністрів України від 29 вересня 2021 р. № 1174-р.
- Подяка Міністерства освіти і науки України за багаторічну сумлінну працю, вагомий особистий внесок у підготовку висококваліфікованих спеціалістів та плідну науково-педагогічну діяльність, 2024 рік.